# Żeleznodorożnyj (rejon usolski)
Żeleznodorożnyj (ros. Железнодорожный) – osiedle w Rosji, w obwodzie irkuckim, w rejonie usolskim. W 2010 liczyło 1480 mieszkańców.